# Vas (Włochy)
Vas – miejscowość i gmina we Włoszech, w regionie Wenecja Euganejska, w prowincji Belluno.
Według danych na styczeń 2009 gminę zamieszkiwały 853 osoby przy gęstości zaludnienia 48,2 os./1 km².